# 茨維托哈河 (戈倫河支流)
茨維托哈河（羅馬化：Tsvitokha）是烏克蘭西部的河流，屬於戈倫河的支流。該河發源自赫羅林附近，流經赫梅利尼茨基州的舍佩蒂夫卡區，河道全長39公里，流域面積368平方公里。